# Sokol Cikalleshi
Sokol Cikalleshi (Kavajë, 27 de julho de 1990) é um futebolista profissional albanês que atua como atacante. Atualmente defende o Konyaspor, clube da Turquia que disputa a Süper Lig.

## Carreira
Sokol Cikalleshi fez parte do elenco da Seleção Albanesa de Futebol da Eurocopa de 2016.

## Títulos

### Besa
- Copa da Albânia (1): 2009–10
- Supercopa da Albânia (1): 2010

### Skënderbeu
- Superliga Albanesa (1): 2010–11